# Чумак Олег Володимирович
Олег Владимирович Чумак (22 травня 1970 , Зелеківка, Ворошиловградська область ) — український важкоатлет, учасник Олімпійських ігор 1996 року, бронзовий призер чемпіонату Європи 1997 року .

## Біографія
Олег Чумак народився 22 травня 1970 року у селі Зелеківка Біловодського району Луганської області. Почав займатися тяжкою атлетикою в 11-річному віці під керівництвом Володимира Самардака.
Перші великі міжнародні старти в Олега Чумака відбулися в 1994 році, коли молодий луганський спортсмен взяв участь у чемпіонаті Європи (4-е місце) та чемпіонаті світу (6-е місце).
У 1996 році Олег Чумак взяв участь у змаганнях у категорії до 91 кг на літніх Олімпійських іграх в Атланті. У ривку український важкоатлет зміг взяти вагу 167,5 кг і після першої вправи посідав 8-ме місце. У поштовху Чумак зміг підняти 212,5 кг і, набравши суму 380,0 кг, посів підсумкове 7-е місце.
У 1997 році Чумак взяв участь у чемпіонаті Європи, що проходив у хорватській Рієці. Український важкоатлет зміг здобути бронзову медаль, поступившись лише спортсменам з Туреччини та Німеччини.
Чумак є багаторазовим чемпіоном України з важкої атлетики. Також Олегу вдавалося неодноразово встановлювати національні рекорди у своїй ваговій категорії.

## Родина
- Дружина — Олена Чумак, діти — Олег та Тетяна.